# Korlino
Korlino (niem.: Körlin) – wieś w Polsce położona w województwie zachodniopomorskim, w powiecie sławieńskim, w gminie Postomino.
W latach 1975–1998 miejscowość administracyjnie należała do województwa słupskiego.

## Położenie geograficzne
Wieś chłopska Korlino leży 16 kilometrów na północ od Sławna i 20 kilometrów na północny wschód od Darłowa. Przebiegająca przez nią droga łączy Postomino i Marszewo z Drozdowem i Darłowem. 
Korlino leży przy zachodnim brzegu rzeki Klasztornej, niedaleko Chudaczewa i Łącka, która wpada do Jeziora Wicko. Pozostałe sąsiednie miejscowości na zachodzie to Wszedzień i Nacmierz, na północy Łącko, na wschodzie Królewo i na południu Chudaczewo i Masłowice. Wieś leży około 10 m n.p.m.

## Kościół
Mieszkańcy Korlina byli przed 1945 prawie bez wyjątku ewangelikami. Wieś razem z miejscowościami Łącko, Królewo, Królewice, Nacmierz, Jezierzany, Wszedzień, Wicko i Wicko Morskie należała do parafii Łącko, która w 1939 liczyła 2706 osób. Była to parafia ewangelicka, należąca do Pomorskiego Kościoła Ewangelickiego.